# Best of Kat-Tun
Pour les articles homonymes, voir Best of.
Albums de KAT-TUN
Cartoon Kat-Tun II You
(2007)
Best Of Kat-Tun est le 1eralbum du groupe KAT-TUN, sorti sous le label J-One Records le 22 mars 2006 au Japon. Il atteint la 1re place du classement de l'Oricon. Il se vend à 556 548 exemplaires la première semaine et reste classé pendant 41 semaines, pour un total de 750 209 exemplaires vendus. Il sort le même jour que le single Real Face. L'édition régulière contient une chanson en plus qui est un réarrangement de Real Face.

## Liste des titres
| 1.  | SHE SAID...                                             | Ryo Taguchi, Axel G          | Katsumi Ohnishi                   | 3:45 |
| 2.  | NEVER AGAIN                                             | SPIN                         | Steven Lee, Joey Cargone          | 3:50 |
| 3.  | I LIKE IT                                               | Sean Thomas                  | Sean Thomas                       | 4:28 |
| 4.  | MIRACLE                                                 | hamai                        | Minoru Kumorita                   | 4:24 |
| 5.  | BLUE TUESDAY                                            | Yoji Kubota                  | Arata Tanimoto                    | 4:37 |
| 6.  | RHODESIA                                                | Aida Takeshi                 | CHOKKAKU                          | 5:09 |
| 7.  | GOLD                                                    | Stefan Aberg, Stefan Engblom | Stefan Aberg, Stefan Engblom      | 4:54 |
| 8.  | WILDS OF MY HEART                                       | SPIN                         | zero-rock                         | 4:00 |
| 9.  | SPECIAL HAPPINESS - Kamenashi Kazuya, Taguchi Junnosuke | K2                           | Gajin                             | 5:05 |
| 10. | ONE ON ONE - Koki Tanaka, Yuichi Nakamaru               | Joker, Yuichi Nakamaru       | mo'doo-, Izutsu "Growth" Shintaro | 5:01 |
| 11. | BUTTERFLY - Akanishi Jin, Ueda Tatsuya                  | Akanishi Jin, Ueda Tatsuya   | Velvetronica                      | 4:53 |
| 12. | RUSH OF LIGHT                                           | ma-saya                      | Watermelon 6                      | 4:27 |
| 13. | Harukana Yakusoku (ハルカナ約束)                        | SPIN                         | Kousuke Morimoto                  | 3:55 |
| 14. | PRECIOUS ONE                                            | Kaori Niimi, Yuuki Shirai    | Yoshinao Mikami                   | 5:15 |
| 15. | REAL FACE #1 (édition régulière seulement)              | Shikao Suga                  | Takahiro Matsumoto                | 4:58 |